# Касини-Хюйгенс
Касини-Хюйгенс е космически апарат, съвместен проект на НАСА, Европейската космическа агенция (ЕКА) и Италианската космическа агенция (ИКА). Основна цел на мисията е изследване на Сатурн и неговите спътници. Апаратът се състои от две основни части: автоматичната междупланетна станция Касини, носеща името на астронома Джовани Доменико Касини, и спускаемия модул Хюйгенс, носещ името на астронома Кристиян Хюйгенс.
Апаратът е изстрелян на 15 октомври 1997 г. и влиза на орбита около Сатурн на 1 юли 2004 г. На 25 декември 2004 г. спускаемият модул се отделя от орбиталния модул и навлиза в атмосферата на Титан на 14 януари 2005 г. Спускаемият модул предава данни за атмосферата и повърхността на спътника, и прави множество снимки.
Касини-Хюйгенс е първият апарат на орбита около Сатурн и едва четвъртият, посетил планетата.
На 15 септември 2017 г. е извършено контролирано унищожение на космическия апарат чрез изгарянето му в атмосферата на Сатурн. Този метод е избран от съображения за предотвратяване на потенциално биологично замърсяване. Факторите, определили решението, са количеството останало гориво, състоянието на апаратурата и финансирането на проекта.

## Общи задачи и характеристики
Основните цели на мисията са:
1. Установяване на триизмерната структура и динамика на планетарните пръстени на Сатурн.
2. Установяване на състава на спътниците и геологическата им история.
3. Установяване на произхода на тъмния материал на водещото полукълбо на Япет.
4. Измерване на триизмерната структура и динамика на магнитосферата на Сатурн.
5. Изследване на динамиката на атмосферата на Сатурн.
6. Изследване на облачната покривка и смог на Титан.
7. Изследване на повърхността на Титан.

Апаратът Касини-Хюйгенс е изстрелян на 15 октомври 1997 г. от базата на американските ВВС в Кейп Канаверал, Флорида, САЩ от стартов комплекс 40, използвайки ракетата на ВВС Титан IVB/Кентавър. Ракетата е съставена от двустепенен ускорител Титан IV с присъединени два твърдогоривни ускорителя, горната степен Кентавър и полезен товар, състоящ се от космическия апарат.
Космическият апарат от своя страна се състои от орбиталната станция Касини и спускаемия модул Хюйгенс. За космическия апарат е предвидена орбита около Сатурн и сближавания с неговите спътници в продължение на четири години, а за спускаемия модул – изследване на повърхността и атмосферата на Титан.
Касини-Хюйгенс е продукт на сътрудничеството на три космически агенции, включващи 17 страни. Орбиталният модул е построен и управляван от НАСА и JPL към Калифорнийския технологичен институт, докато сондата Хюйгенс е построена от ЕКА. ИКА достави основната антена на орбиталния модул и компактния и лек многофункционален радар.
Общата стойност на мисията е около 3,26 милиарда щатски долара, в това число 1,4 милиарда за предстартова разработка, 422 милиона за ракетата изстреляла апарата, 704 милиона за опериране на мисията и 54 за наблюдение. Делът на НАСА е 2,6 милиарда, следван от 500 милиона на ЕКА и 160 милиона на ИКА.

## Конструкция
За апарата първоначално е било планирано да бъде стабилизиран по трите оси, захранван от РТГ тип Маринър Марк II, разработен за мисии отвъд орбитата на Марс. Касини е бил разработван съвместно с апарат, предназначен за посещения на комети и астероиди, но поради съкращения в бюджета на НАСА този проект е бил спрян.
Апаратът, състоящ се от орбиталния и спускаем модули, е един от най-големите (по-тежки са само апаратите по съветската програма Фобос) и със сигурност най-сложен апарат, изстрелван някога. „Сухата маса“ на орбиталния модул е 2150 килограма. Общата маса на целия комплекс е 5600 килограма, като в това число влизат и тежащата 350 кг сонда Хюйгенс и 3132 кг гориво за маневриране на орбиталния модул. Апаратът има размери от проблизително 6,9 метра височина и 4 метра ширина. На борда са налични 1630 електрически вериги, 22000 жични съединения и над 14 километра кабели.
Касини ще се намира от 8,2 до 10,2 АЕ от Земята по време на своята мисия, което значи, че ще отнема на радиосигналите от апарата да достигнат до Земята между 1 час и 8 минути и 1 час и 24 минути. Този факт налага внимателно планиране на мисията поради това, че на наземното управление ще са необходими до 3 часа за изпращане на нови инструкции към апарата в случай на непредвидени обстоятелства.

### Оборудване
Оборудването на Касини включва:
- радар със синтетична апертура
- CCD оптична система
- спектрометър във видимия и инфрачервен диапазон
- композитен инфрачервен спектрометър
- прибор за анализ на космически прах
- уред за радио и плазма експерименти
- плазмов спектрометър
- ултравиолетов спектрограф
- магнитосферен инструмент
- магнитометър
- масспектрометър

Телеметрията се осъществява посредством антена и други специални предаватели и ще се използва за анализ на атмосферите на Титан и Сатурн, както и за измервания на гравитационните полета на планетата и спътниците ѝ.
Плазмен спектрометърПлазменият спектрометър е прибор за измерване на енергията и заряда на частици, като протони и електрони. Предназначен е за изследване на молекули от йоносферата на Сатурн и регистриране на конфигурацията на магнитното поле на планетата, както и нейното взаимодействие със слънчевия вятър  Архив на оригинала от 2004-10-29 в Wayback Machine..
Анализатор на космически прахАнализаторът на космически прах е прибор за измерване на големината, скоростта и посоката на малки частици в близост до Сатурн. Някои от тези частици са на орбита около планетата, докато други са с междузвезден произход. Инструментът ще помогне да бъде разкрит строежът на планетарните системи и произхода на Вселената.  Архив на оригинала от 2004-10-29 в Wayback Machine.
Инфрачервен спектрометърИнфрачервеният спектрометър е инструмент, измерващ инфрачервеното лъчение на даден обект (идващо от атмосферата или повърхността на спътник), като по този начин бива установена термпературата и съставът на този обект. Инструментът на борда на Касини-Хюйгенс ще измери температурата на атмосферата на Сатурн и неговите пръстени. Ще бъдат съставени вертикални температурни профили и оценени съставът и концентрацията на аерозоли и облаци.  Архив на оригинала от 2004-10-29 в Wayback Machine.
Йонен и неутрален масспектрометърЙонният и неутрален масспектрометър е предназначен за анализиране на заредени частици като протони и тежки йони, както и неутрални частици като атоми в близост до Титан и Сатурн с цел изучаване на техните атмосфери. Ще бъдат направени измервания и на ледените спътници на Сатурн, както и на пръстените на планетата.  Архив на оригинала от 2004-10-29 в Wayback Machine.
Визуална системаВизуалната система представлява система от камери позволяващи заснемането на снимки във видимия, инфрачервения и ултравиолетовия диапазон. Има две камери – широкоъгълна и тясноъгълна. Всяка от тях включва високочувствителни CCD с разделителна способност от 1024 на 1024 пиксела, всеки с размери от 12 микрометра. Инсталирани са филтри, позволяващи заснемането в диапазона на дължини на вълната от 0,2 до 1,1 μm.  Архив на оригинала от 2008-12-04 в Wayback Machine.
МагнитометърМагнитометърът е инструмент, измерващ силата и посоката на магнитните линии на магнитното поле на Сатурн. Магнитното поле на планетата отчасти е породено от движението на материал в разтопената ѝ вътрешност, а измерванията на полето позволяват разгадаване на процесите, протичащи там. С помощта на инструмента се очаква да се създаде триизмерен модел на магнитосферата на Сатурн, както и на Титан и другите по-малки спътници.  Архив на оригинала от 2008-06-02 в Wayback Machine.
Инструмент за магнитосферни наблюденияИнструментът за магнитосферни наблюдения е инструмент за заснимане на частици в магнитното поле на Сатурн. С негова помощ ще бъде изследвана конфигурацията и динамиката на полето и взаимодействието му със слънчевия вятър, атмосферата на планетата и нейните спътници.  Архив на оригинала от 2004-10-29 в Wayback Machine.
Радиолокационен инструментРадиолокационният инструмент ще предостави възможност за съставяне на карти на повърхността на Титан и измерване на височината на различните геологични образувания на спътника. Инструментът излъчва радиовълни, които се отразяват от повърхността на Титан и се връщат обратно до Касини. Чрез точното измерване на продължителността на интервала между излъчеането и получаването на радиовълните може да се характеризира теренът на Титан. Ще бъдат изследвани и радиолъченията на Сатурн и други от неговите спътници.  Архив на оригинала от 2011-08-18 в Wayback Machine.
Радио и плазмен инструментРадио и плазменият инструмент ще изследва радиосигналите на Сатурн, в това число радиосигналите, породени от взаимодействието на слънчевия вятър със Сатурн и Титан. Основните задачи на инструмента са изследване на електрическите и магнитни полета на междупланетното пространство и магнитосферата на Сатурн. Ще бъдат определени и електронната плътност и температура в близост до Титан и в някои райони от магнитосферата на Сатурн. В допълнение, ще бъдат съставени карти на магнитното поле на Сатурн и йоносферата му, както и ще бъдат изследвани светкавиците в атмосферата на планетата.  Архив на оригинала от 2004-10-29 в Wayback Machine.
РадиосистемаРадиосистемата използва радиоантени на Земята за регистриране на промените в радиовълните, излъчени от Касини след преминаване през различни обекти като атмосферата на Титан, пръстените на Сатурн или Слънцето. Ще бъдат изследвани съставът на атмосферите и йоносферите, радиалната структура и размер на частиците в пръстените на Сатурн, както и въздействието на гравитацията на Слънцето върху разпространението на радиовълните. За целта се използва X-лентата за комуникации, както и S-лентата за комуникация Касини-Земя и Ka-лентата за комуникация Земя-Касини.  Архив на оригинала от 2008-06-17 в Wayback Machine.
Ултравиолетов спектрографУлтравиолетовият спектрограф е предназначен за заснемане на отразена ултравиолетова светлина от обекти като облаците и пръстените на Сатурн, с цел изучаване на техния състав. Регистрират се дължини на вълните от 55,8 до 190 nm. Инструментът може да заснеме многобройни снимки и позволява изучаването на динамиката на обектите.  Архив на оригинала от 2004-10-29 в Wayback Machine.
Спектрометър във видимия и инфрачервен диапазонСпектрометърът във видимия и инфрачервен диапазон е предназначен за заснимане на обекти във видимия и инфрачервен диапазон като повърхността на различни спътници и пръстени, както и атмосферите на Титан и Сатурн. Могат се наблюдават окултации на звезди при тяхното преминаване през пръстените на Сатурн с цел изследване структурата на последните. Ще бъдат изследвани дължини на вълните от 0,35 до 5,1 mm. Една от основните цели на инструмента е изследване на атмосферните явления на Сатурн.  Архив на оригинала от 2004-10-29 в Wayback Machine.

### Плутоний на борда
Поради отдалечеността на Сатурн от Слънцето, слънчевите панели не са практичен източник на енергия. По тази причина електрическата енергия за системите на апарата се добива от радиоизотопен термоелектричен генератор (РТГ), който преработва топлината на радиоактивен разпад на плутония в съединението плутониев диоксид. С времето енергията, генерирана от РТГ, намалява поради намаляването на концентрацията на плутония, средно с около 1% годишно. РТГ на борда на Касини е разчетен за използване в продължение на поне 11 години, като в края на този период той ще генерира поне 628 вата.
На борда на Касини по време на пуска се намират 32,8 кг плутоний – най-голямото количество, изстрелвано в Космоса дотогава. Този факт привлича вниманието на значителен брой природозащитни групи, които протестират срещу изстрелването на толкова голямо количество радиоактивен материал поради опасения, че в случай на стартова авария той може да се разпръсне по земната повърхност и да замърси значителни площи и изложи на риск живота на много хора. НАСА от своя страна уверява обществеността, че шансовете за авария са минимални. За последен път демонстрации се провеждат през август 1999 г., когато апаратът се сближава със Земята и използва нейната гравитация, за да се ускори по посока към Сатурн.

## Спускане наХюйгенс
Сондата Хюйгенс, конструирана от Европейската космическа агенция и кръстена на холандския астроном Кристиан Хюйгенс, навлиза в атмосферата на Титан на 15 януари 2005 г. Сондата успешно се спуска на повърхността на спътника и предава данни.
Системата на сондата се състои от самата сонда, която се спуска на Титан и от поддържащо оборудване, което се намира на борда на орбиталния апарат Касини. Специалната апаратура на борда на Касини е предназначена за комуникация със сондата, включваща електроника за следене на апарата и обработка на постъпващите данни.

## Важни събития и открития

### Посещение на Юпитер
Касини се сближи максимално с Юпитер на 30 декември 2000 г. и проведе многобройни измервания. Около 26 хиляди снимки бяха заснети в продължение на един месец. Те позволиха създаването на общата снимка на Юпитер с най-голяма разделителна способност – около 60 км/пиксел.
Едно от основните открития, оповестено на 6 март 2003 г. ( Архив на оригинала от 2007-11-21 в Wayback Machine.) се отнасяше до атмосферната циркулация на планетата. В атмосферата на Юпитер се наблюдават тъмни пояси, които се редуват със светли зони. В миналото за светлите зони, съдържащи облаци, се е смятало, че съдържат възходящи конвекционни потоци, подобно на земните атмосферни явления. Анализ на снимките, изпратени от Касини обаче показва, че в тъмните пояси се издигат бели облаци, които са твърде бледи, за да бъдат наблюдавани от Земята. Така учените заключават, че потокът на конвекцията в тъмните пояси е възходящ, а в светлите зони – низходящ.
Други наблюдавани атмосферни явления включват тъмен облак с големина приблизително колкото Голямото червено петно в близост до северния полюс на планетата. При инфрачервени наблюдения са разкрити и пояси на атмосферна циркулация на ширини близо до полюсите.
При наблюдения на отразената от пръстените на Юпитер светлина е установено, че изграждащите ги частици са с неправилна форма и най-вероятно са породени от микрометеоритни сблъсъци на повърхностите на някои от спътниците на Юпитер, като Метис и Адрастея.

### Проверка на теорията на относителността
На 10 октомври 2003 г. е проведен експеримент с цел потвърждение на общата теория на относителността. За целта са изпратени радиосигнали от Касини към Земята и е наблюдавана промяна в тяхната траектория при преминаването им в близост до Слънцето. Така е потвърдено, че масивен обект като Слънцето изкривява пространствено-времевия континуум. Експерименталните резултати съвпаднаха с теоретичните с грешка, по-малка от една 20 милионна част, което представлява най-точното потвърждение на теорията на Айнщайн.

### Липсващи спици в пръстените
На снимки, разпространени на 9 февруари 2004 г. липсват очакваните „спици“ в пръстен Б на Сатурн, които бяха открити през 1981 г. от апаратите Вояджър. Те не са наблюдавани въпреки многократно по-чувствителните камери на Касини (виж тази снимка).

### Новооткрити спътници
С помощта на снимки, заснети от Касини през юни 2004 г., са открити два нови спътника. Двете тела са размери от едва няколко километра и носят предварителните означения S/2004 S 1 и S/2004 S 2 съответно, преди да бъдат именувани Метония и Палена в края на 2004 г.
На 1 май 2005 г. е открит нов спътник в делението на Кийлър, носещ предварителното означение S/2005 S 1.

### Посещение на Феба
На 11 юни 2004 г. Касини се сближи със спътника Феба, като осъществи първите близки наблюдения след Вояджър 2. Това посещение е единственото възможно за мисията поради отдалечеността на Феба от Сатурн. При анализа на снимките на повърхността беше установен терен, покрит с множество кратери, част от който е необичайно ярък. Смята се, че непосредствено под повърхността се съдържа лед.

### Въртене на Сатурн
На 28 юни 2004 г. са оповестени резултатите от скоростта на въртене на Сатурн. За целта е измерен периодът на радиоемисиите на Сатурн от апарата, чиито резултати бяха потвърдени и от наземни наблюдения. Бе установена разлика от близо 6 минути спрямо период, измерен от мисиите Вояджър през 1980 г. Учените изключват възмножността планетата да е забавила въртенето около оста си. Най-вероятното обяснение на този факт е преместването на източника на радиовълни на ширина с различна скорост на въртене.

### На орбита около Сатурн
На 1 юли 2004 г. апаратът премина през делението на Енке на пръстените на Сатурн и влезе в орбита около планетата след седемгодишно пътешествие през Слънчевата система. При осъществената маневра апаратът първо е ориентиран така, че антена му да предпази останалата част от апаратурата от частиците в равнината на пръстените. След преминаване през равнината е осъществено завъртане на 180 градуса, позволяващо на главния двигател да се задейства и забави движението на апарата достатъчно, за да позволи на гравитацията на Сатурн да го прихване в силно елиптична орбита към 05:54 на 1 юли. По време на маневрата Касини премина на 20 000 km от връхните слоеве на атмосферата на планетата.

### Посещения на Титан
На 2 юли 2004 г., само ден след влизане на орбита около Сатурн е осъществено първото планирано наблюдение на Титан от разстояние 339 000 km. На снимките са наблюдавани облаци в областта на южния полюс, за които се смята, че съдържат метан, както и райони от повърхността със значително варираща яркост.
На 27 октомври 2004 г. е осъществено сближаване само на 1200 km от повърхността на спътника, първото от общо 45 планирани за цялата мисия. Апаратът изпрати към Земята почти 4 гигабита данни за повърхността и атмосферата на спътника. Бе установен сравнително гладък терен, с вертикални отклонения, които не превишават 50 метра. Не бяха намерени доказателства за или против наличието на морета от въглеводороди на повърхността. При следващите сближавания се очаква да се съберат достатъчно данни за картографирането на повърхността на спътника със значителна разделителна способност.

### Спускане на „Хюйгенс“ към Титан
Сондата „Хюйгенс“ се отдели от основния апарат на 25 декември 2004 г. и навлезе в атмосферата на Титан на 14 януари 2005 г.

### Посещение на Енцелад
По време едно от сближаванията си с Енцелад през 2005 г., Касини откри отклонение в магнитното поле на Сатурн в близост до спътника, издаващо наличието на тънка атмосфера. Установено е наличието на йонизирана водна пара.

### Радио-окултация на пръстените
На 3 май 2005 г. Касини започна да предава радиосигнали към Земята, преминаващи през пръстените на Сатурн с цел установяване на размерите на изграждащите ги обекти.